# Gerard Damiano
Gerard Damiano (født 4. august 1928, død 25. oktober 2008) var en amerikansk filminstruktør og filmproducent, der blev verdensberømt med den banebrydende, kultdyrkede pornofilm Langt ned i halsen fra 1972, som sammen med hans The Devil in Miss Jones, fra 1973, regnes blandt genrens største klassikere.

## Filmografi
- We All Go Down (1969)
- Teenie Tulip (1970)
- Marriage Manual (1970)
- Changes (1970; alternativ titel: Sex U.S.A.)
- The Magical Ring (1971) (givetvis udsendt som Bottoms Up)
- Langt ned i halsen (1972; som Jerry Gerard)
- Meatball (1972; som D. Furred)
- The Devil in Miss Jones (1973)
- Memories Within Miss Aggie (1974)
- Legacy of Satan (1974)
- Portrait (1974)
- The Story of Joanna (1975)
- Let My Puppets Come (1976)
- Joint Venture (1977; alternativ titel: Erotic Olympics; The Sex Team)
- Odyssey (1977; alternativ titel: Odyssey, the Ultimate Trip)
- Damiano's People (1979)
- Fantasy (1979; alternative titler: Fantasy Island; Fascination; That Prickly Feeling)
- For Richer, for Poorer (1979)
- Skin Flicks (1979; alternativ titel: Midnight Blue)
- Beyond Your Wildest Dreams (1981)
- Never So Deep (1981)
- The Satisfiers of Alpha Blue (1981; alternativ titel: Alpha Blue)
- Consenting Adults (1982)
- Flesh & Fantasy (1983)
- Night Hunger (1983)
- Return to Alpha Blue (1983)
- Whose Fantasy Is It Anyway (1983; alternativ titel: Gerard Damiano's Private Fantasies)
- Inside Everybody (1984; alternativ titel: Gerard Damiano's Private Fantasies 2: Inside Everybody)
- Night Magic (1984)
- Throat 12 Years After (1984)
- Flesh and Fantasy (1985)
- Forbidden Bodies (1986)
- Cravings (1987)
- Future Sodom (1987)
- Lessons in Lust (1987)
- Maximum Head (1987)
- Slightly Used (1987)
- Ultrasex (1987)
- Candy's Little Sister Sugar (1988)
- Ruthless Women (1988)
- Dirty Movies (1989)
- Perils of Paula (1989)
- Splendor in the Ass (1989; alternativ titel: Sex Express)
- Young Girls in Tight Jeans (1989)
- Buco profondo (1991)
- Just for the Hell of It (1991)
- Manbait (1991; alternativ titel: The Last Couple)
- Manbait 2 (1991)
- Eccitazione fatale (1992)
- Le Professoresse di sessuologia applicata (1992)
- Naked Goddess (1993)
- Naked Goddess 2 (1994)